# Stefano Fassina
Stefano Fassina (Roma, 17 aprile 1966) è un economista e politico italiano, ex deputato della Repubblica Italiana ed ex consigliere comunale di Roma, nonché ex viceministro dell'Economia sotto il ministro Fabrizio Saccomanni nel governo Letta.

## Biografia
Da ragazzo ha vinto due campionati giovanili di baseball con la Nettuno Baseball Club nel 1975 e 1976.
A 19 anni s'iscrive al Partito Comunista Italiano, del quale segue la svolta della Bolognina di Achille Occhetto al post-comunista Partito Democratico della Sinistra (PDS), del quale è stato segretario nazionale degli studenti universitari della Sinistra Giovanile, organizzazione giovanile del PDS, dal 1990 al 1992.
Laureato in discipline economiche e sociali all'Università Luigi Bocconi di Milano, nel 1996 diventa consigliere economico del Ministro delle finanze Vincenzo Visco durante il primo governo Prodi, passando nel 1999 al dipartimento degli Affari economici della Presidenza del Consiglio dei ministri.
È stato consulente della Banca Interamericana di Sviluppo e, dal 2000 al 2005, economista al Fondo Monetario Internazionale, oltreché editorialista de l'Unità con all'attivo numerose pubblicazioni di scienza economica, anche in collaborazione con altri studiosi, fra i quali l'ex ministro Visco.
Alle elezioni politiche del 2008 viene candidato al Senato della Repubblica, tra le liste del Partito Democratico (PD) nella circoscrizione Liguria in quarta posizione, ma risultando il primo dei non eletti.

### Responsabile Economia e Lavoro del PD
Con l'elezione di Pier Luigi Bersani a segretario del PD, il 24 novembre 2009 viene scelto come Responsabile Economia e Lavoro nella segreteria nazionale del Partito Democratico. Da responsabile si è occupato di stilare una agenda basata sugli investimenti europei, green economy, eurobond per finanziare progetti d’investimento, redistribuzione del reddito, Tobin tax, attacco ai paradisi fiscali e ristrutturazione dei debiti sovrani insostenibili come la Grecia durante la crisi economica.
Nel 2010 è tra i fondatori della corrente interna del PD dei Giovani turchi, in riferimento sia al movimento politico nato nell'impero ottomano agli inizi del '900 che ai giovani sardi della Democrazia Cristiana capitanati da Francesco Cossiga negli anni '50, da cui tuttavia prenderà progressivamente le distanze, fino ad abbandonarla nel 2013.
Durante il governo Monti è stato tra i più scettici nel PD sull'appoggio a tale esecutivo. Nel 2012 ha sostenuto la candidatura di Bersani alle primarie del centro-sinistra "Italia. Bene Comune" per la scelta del candidato alla Presidenza del Consiglio, esprimendosi contro la mozione dell'allora sindaco di Firenze Matteo Renzi, accusandolo di aver copiato alcuni punti del programma elettorale di Bersani.

### Elezione a deputato e Viceministro dell'economia e delle finanze

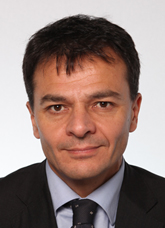
Fassina eletto alla Camera dei deputati nel 2013.

Nel dicembre 2012 Fassina partecipa alle elezioni primarie "Parlamentarie” del PD per scegliere i candidati al Parlamento alla imminenti elezioni politiche, risultando con 11.762 preferenze il più votato a Roma città, venendo candidato l'8 gennaio 2013 dalla direzione nazionale del PD alla Camera dei deputati, tra le sue liste nella circoscrizione Lazio 1 in terza posizione, venendo eletto deputato.
In seguito alla nascita del governo di larghe intese guidato da Enrico Letta tra PdL, PD, Unione di Centro e Scelta Civica, il 3 maggio 2013 entra a far parte del governo Letta, venendo nominato dal Consiglio dei Ministri viceministro dell'economia e delle finanze, affiancando il ministro Fabrizio Saccomanni.
Nell'ottobre 2013 minaccia le dimissioni, lamentando una mancanza di collegialità nella stesura del provvedimento di bilancio, ma dopo un incontro con il Presidente del Consiglio Letta le dimissioni vengono ritirate.

#### Scontro nel PD con Matteo Renzi
Alle elezioni primarie del PD del 2013 appoggia la mozione di Gianni Cuperlo, ex segretario della Federazione Giovanile Comunista Italiana e della Sinistra Giovanile, considerato vicino a Massimo D'Alema, ma che risulterà perdente, arrivando secondo al 18,21% dei voti contro il 67,55% dei voti di Renzi.
Il 4 gennaio 2014, in contrasto con la nuova linea politica intrapesa dal segretario del PD Renzi, presenta le sue dimissioni irrevocabili e lascia l'incarico di viceministro dell'economia. Durante la conferenza stampa al termine della riunione della segreteria del PD, Renzi aveva risposto con una battuta al giornalista che gli aveva fatto una domanda sul rimpasto e sulle ripetute richieste di chiarimento politico avanzate dal viceministro dell'Economia; il giornalista aveva pronunciato il nome di Fassina e Renzi lo aveva interrotto domandando: "Fassina chi?"; di tutta risposta Fassina commentò: «Le parole del segretario Renzi su di me confermano la valutazione politica che ho proposto in questi giorni: la delegazione del PD al governo va resa coerente con il risultato congressuale. Non c'è nulla di personale. Questione politica. Un dovere lasciare per chi, come me, ha sostenuto un'altra posizione».

### Abbandono del PD, Futuro a Sinistra e adesione a Sinistra Italiana
Il 4 maggio 2015 è tra coloro che votano no all'Italicum, la nuova legge elettorale approvata dalla Camera, dichiarando poi di non volersi ricandidare con il PD. Il successivo 23 giugno Fassina, durante un incontro con i militanti del circolo PD di Capannelle (Roma), annuncia la sua uscita dal Partito Democratico dopo mesi in rottura con le scelte di Renzi nella gestione del partito e del governo, culminate con la decisione di mettere la fiducia sulla riforma Buona scuola, e di voler costruire una "sinistra alternativa". Il giorno successivo annuncia l'abbandono anche dal suo gruppo parlamentare alla Camera assieme a Monica Gregori. Successivamente lancia il movimento politico Futuro a Sinistra.
Il 3 novembre 2015 aderisce al gruppo parlamentare Sinistra Italiana-Sinistra Ecologia Libertà (SEL). Nello stesso mese, in vista delle elezioni amministrative del 2016, si candida a sindaco di Roma, trovando l'appoggio oltreché da Futuro a Sinistra anche da Sinistra Italiana-SEL, Rifondazione Comunista, Partito Comunista d'Italia, L'Altra Europa con Tsipras, Possibile e vari gruppi locali della capitale, dando vita alla lista "Sinistra X Roma", ma al momento della presentazione ufficiale della candidatura, l'8 maggio 2016, le autorità competenti non ammettono la lista alle elezioni per alcune carenze formali; il 16 maggio successivo il Consiglio di Stato accoglie il ricorso di Fassina e consente la regolare partecipazione della lista alle elezioni comunali.
Il 5 giugno 2016, in seguito alla riammissione della sua lista alla corsa elettorale, viene eletto consigliere comunale di Roma. La lista ottiene il 4,47% dei consensi.

### Rielezione con LeU e nascita di Patria e Costituzione
Alle elezioni politiche del 2018 viene ricandidato alla Camera, per la lista Liberi e Uguali nel collegio plurinominale Lazio 1 - 02, venendo rieletto deputato.

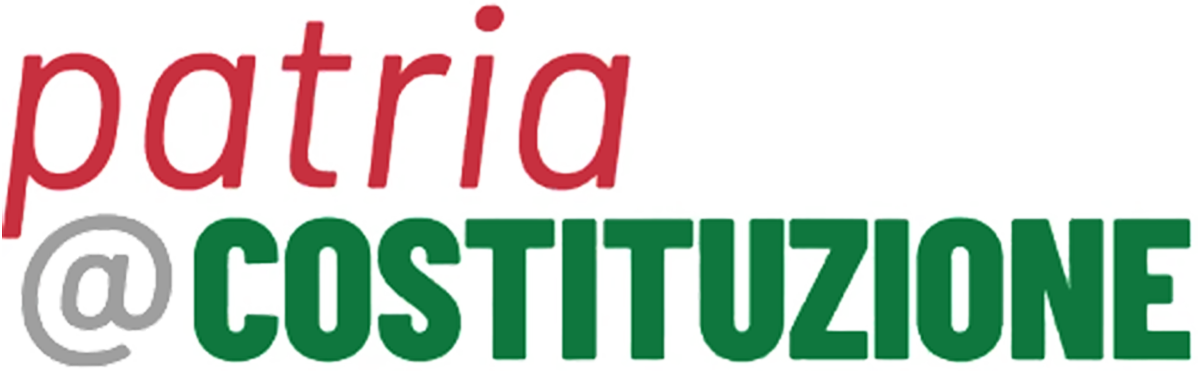
Logo di Patria e Costituzione

L'8 settembre 2018 dà vita all'associazione politica Patria e Costituzione (PeC), soggetto politico critico nei confronti dell'attuale assetto europeo e promuove le tematiche di sovranismo di sinistra, cioè il recupero e la tutela della sovranità popolare come sancita nell'art. 1 della Costituzione repubblicana, socialismo, anti-liberismo ed euroscetticismo (sostenendo la scomposizione ordinata dell'Eurozona).
Ad agosto 2020, a poche settimane dal referendum costituzionale sulla riduzione del numero di parlamentari, si schiera a favore del "Sì".

#### Elezioni amministrative del 2021 a Roma
In vista delle elezioni amministrative del 2021 si candida alle elezioni primarie del centro-sinistra per la scelta del candidato sindaco di Roma, ottenendo il 5,57% dei voti (2.625) e attestandosi in quinta posizione. Nelle successive consultazioni amministrative sosterrà il vincitore e candidato sindaco della coalizione di centro sinistra Roberto Gualtieri, con la lista Sinistra Civica Ecologista insieme ad Articolo Uno e Sinistra Italiana tra gli altri, che poi raccoglierà il 2,02% con due eletti.

### Fuori dal Parlamento
Alle elezioni politiche anticipate del 2022 non si ricandida al Parlamento, lasciando dopo nove anni e dà pubblicamente indicazione di voto per il Movimento 5 Stelle di Giuseppe Conte.
Il 22 ottobre di tale anno dà vita a “Coordinamento 2050. Civico, Ecologista e di Sinistra”, una rete progressista che guarda al M5S di Conte e che sostiene Donatella Bianchi alle elezioni regionali nel Lazio del 2023 raccogliendo l’1,2% con un eletto.

## Pubblicazioni
- Stefano Fassina e Vincenzo Visco (a cura di), Governare il mercato: le culture economiche del Partito democratico, prefazione di Eugenio Scalfari, nota conclusiva di Walter Veltroni, saggi di Salvatore Bragantini, Roma, Donzelli, 2008, ISBN 978-88-6036-213-1.
- Stefano Fassina, Lavoro e libertà: la sinistra nella grande transizione, a cura di Roberto Bertoni e Andrea Costi, Reggio Emilia, Imprimatur, 2014, ISBN 978-88-6830-164-4.
- Stefano Fassina, Il lavoro prima di tutto: l'economia, la sinistra, i diritti, Roma, Donzelli, 2014, ISBN 978-88-6036-698-6.
- Stefano Fassina e Gaetano Quagliariello (a cura di), Il profeta scandaloso: passione e ideologia: Pier Paolo Pasolini nel centenario della sua nascita e oltre..., relazioni presentate ai Convegni tenuti a Roma nel 2022, Soveria Mannelli, Rubbettino, 2023, ISBN 978-88-498-7589-8.